# Слободан Унковић
Слободан Унковић (Ускопље, 19. децембар 1938) српски је економиста, универзитетски професор, политичар и дипломата. Бивши је ректор Универзитета у Београду (1987–1991) и председник Народне скупштине Републике Србије (1991).

## Биографија
Основну и средњу школу завршио је у Дубровнику. Дипломирао је на Економском факултету у Београду 1961. године, магистрирао на истом факултету 1964. године и докторирао 1966. године. Усавршавао се на Стенфорд Универзитету у САД, као и на универзитетима у Великој Британији, Италији и у другим земљама.
За асистента на Економском факултету у Београду изабран је 1961. године, за доцента 1969. године, за ванредног професора 1974. године, а за редовног професор 1980. године. Обављао је низ значајних функција на свом матичном факултету (продекан у два мандата, декан, председник Савета Факултета), као и на Универзитету (председник Председништва Скупштине Универзитета, проректор од 1979. године до 1983. године и ректор од 1987. године до 1991. године).
На научном и стручном плану био је ангажован на низу значајних функција. Био је председник Стручног савета Савезног комитета за туризам, експерт Светске туристичке организације, члан Светске организације туристичких експерата, извршних органа специјализованих светских стручних удружења, као и члан Извршног комитета Међународне асоцијације универзитета, Председништва Европске ректорске конференције и представник Југославије у Асоцијацији универзитета која делује у саставу Савета Европе.
Биографија проф. Унковића се налази у светски познатим публикацијама „Ко је ко у свету“. Носилац је више домаћих и иностраних признања: почасни је професор Универзитета Ломоносов у Москви, Женмин универзитета у Пекингу, као и почасни доктор Линколн Универзитета из Сад и Медитеран Универзитета у Подгорици. Добитник је Плакете града Београда, Велике плакете Универзитета у Београду, Универзитета уметности у Београду и Универзитета у Новом Саду.
Проф.др Слободан Унковић објавио је велики број књига и других публикација из области економских наука, посебно из области економике и организације туризма. Учесник је бројних домаћих и међународних скупова, у организацији познатих научних институција и организација (60).
Обављао је и значајне државне функције. Био је председник Народне скупштине Републике Србије 1991. године као и потпредседник Владе Републике Србије и Министар за науку и технологију. Био је и амбасадор СР Југославије у Пекингу.
Сада је професор емеритус Универзитета Сингидунум и заменик председника Националног савета за туризам Владе Републике Србије.
Добитник је највишег признања Светске туристичке организације Уједињених нација за допринос развоја туризма у свету, његов одрживи развој и образовање кадрова у туризму.